# Tomosvaryella tecta
Tomosvaryella tecta är en tvåvingeart som beskrevs av De Meyer 1993. Tomosvaryella tecta ingår i släktet Tomosvaryella och familjen ögonflugor. Inga underarter finns listade i Catalogue of Life.